# Округ Шпреја-Ниса
Округ Шпреја-Ниса (длсрп. Wokrejs Sprjewja-Nysa) је округ на југоистоку немачке савезне државе Бранденбург. 
Површина округа је 1.647,89 km². Крајем 2009. имао је 128.470 становника. Има 30 насеља, од којих је седиште управе у месту Форст. 
Округ у потпуности окружује град Котбус. Део је области Лужица. Кроз округ протиче река Шпреја, док је река Ниса његова источна граница и граница према Пољској. 